# アリソン・バルサム
アリソン・ルイーズ・バルサム（Alison Louise Balsom, OBE, 1978年10月7日 - ）はイギリスのトランペット奏者。

## 来歴・人物
ギルドホール音楽演劇学校で学んだ後2001年パリ国立高等音楽院を首席で卒業。
ヨーロッパを中心にソリスト、オーケストラとの共演で活躍している。
1998年BBC主催の「ヤング・ミュージシャン・コンペティション」のファイナリストとして注目を集め、2000年モーリス・アンドレ国際コンクール「最も美しいサウンド」部門でプルミエ・プリ受賞。2006年にクラシック・ブリット賞（最優秀若手演奏者）、グラモフォン賞（クラシックFMリスナー賞）を受賞。2009年にはクラシック・ブリット賞（女性アーティストオブザイヤー）を受賞し、BBCプロムス最終夜コンサートのソリストを務めている。
現在ロンドン・チェンバー・オーケストラで首席トランペット奏者、ギルドホール音楽学校のトランペットの客員教授に就任している。
2005年NHK交響楽団サマーコンサートに出演。2006年に収録されたアッパークでのサロンリサイタル、2009年のプロムス・ラストナイトが放映された。
8歳でトランペットを始め、10歳の時ホーカン・ハーデンベルガーの音色に魅了されてソロ演奏家を目指したとインタビューで答えている。ヨットの名手でもあることがプロムス司会者のクライヴ・アンダソンによって紹介されている。
2010年に指揮者のエドワード・ガードナーとの間に一子をもうけている。2017年、映画監督のサム・メンデスと結婚。